# Floyd Huddleston
Floyd Huddleston (* 19. August 1918 in Leland; † 27. September 1991 in Panorama City, Los Angeles) war ein US-amerikanischer Songwriter, Drehbuchautor und Fernsehproduzent.

## Leben
Huddleston begann seine musikalische Karriere in Glenn Millers Army Air Force Band während seines Wehrdienst im Zweiten Weltkrieg. Nachdem er aus der Armee entlassen worden war, zog er nach Kalifornien und fand eine Anstellung bei Decca Records. Für diese schrieb er einige Songs, die in diversen Filmen verwendet wurden, darunter für Das Teufelsweib von Texas (1967), Asphalt-Cowboy (1969) und Highway zur Hölle (1977). Für den Text zu Ev’rybody Wants to Be a Cat aus Aristocats wurde er 1971 für einen Grammy für das beste Kinderalbum nominiert.
Für das Lied Love aus dem Film Robin Hood, das er zusammen mit George Bruns geschrieben hat, erhielt er seine zweite Grammy-Nominierung. Bei der Oscarverleihung 1974 wurde das Lied außerdem als bester Song nominiert. Es verlor aber gegen The Way We Were von Alan Bergman, Marilyn Bergman und Marvin Hamlisch, gesungen von Barbra Streisand aus dem Film So wie wir waren. Auf dem Song sang seine Frau Nancy Adams.
Floyd Huddleston schrieb mehr als 800 Songs. Einige wurden von Frank Sinatra, Judy Garland und Sarah Vaughan verwendet.
1978 schrieb und produzierte er das Fernsehspecial Lucy Comes to Nashville von Lucille Ball.
Huddleston war bis zu seinem Tod aktiv und arbeitete auch für Theaterproduktionen. Er verstarb am 27. September 1991 an einem Herzinfarkt im Panorama City Hospital.

## Privatleben
Sein Sohn Huston Huddleston ist ebenfalls im Filmgeschäft aktiv und arbeitet als Drehbuchautor, unter anderem für Star Trek Continues. 2011 veröffentlichte er einige rare Disney-Aufnahmen seines Vaters auf YouTube. Nach einem kurzen rechtlichen Intermezzo mit Disney entschied Disney die Aufnahmen selbst zu veröffentlichen.